# Wojewódzkie Przedsiębiorstwo Komunikacyjne w Wałbrzychu
Wojewódzkie Przedsiębiorstwo Komunikacyjne w Wałbrzychu (WPK Wałbrzych) – jedno z Wojewódzkich Przedsiębiorstw Komunikacyjnych w Polsce w czasach PRL, działające na terytorium województwa wałbrzyskiego w latach 1976–1991.
WPK utworzone zostało dn. 1 stycznia 1976 r. na bazie dotychczasowych: Miejskiego Przedsiębiorstwa Komunikacyjnego w Wałbrzychu, Powiatowego Przedsiębiorstwa Komunikacji (PPK) w Dzierżoniowie oraz Zakładu Komunikacji Miejskiej w Świdnicy, który wcześniej wchłonął podobny zakład w Świebodzicach. Przedsiębiorstwo świadczyło usługi przewozowe na terenie 10 miast oraz 30 osiedli podmiejskich i wiejskich zamieszkanych przez około 400 tysięcy mieszkańców. Początkowo WPK Wałbrzych było podzielone na "centralę" z trzema zakładami (zajezdnia Wysockiego, zajezdnia Wrocławska, zajezdnia w Świdnicy). W 1979 roku wydzielono z centrali oddział Świdnicki i od tego czasu funkcjonowały oddziały w Wałbrzychu, Świdnicy i Dzierżoniowie.
W wyniku powstania WPK Wałbrzych ujednolicono numerację taborową autobusów (tzw. numery boczne):
- zakres 100-300 – oddział Dzierżoniów
- zakres 300-601 – centrala Wałbrzych
- zakres 602-800 – oddział Świdnica
- zakres 801-999 – centrala Wałbrzych

W przeciwieństwie do wielu WPK, nie ujednolicono numeracji linii autobusowych, ani nie połączono poszczególnych miast-siedzib oddziałów województwa liniami autobusowymi. Jedynym wyjątkiem była linia nr 31 z Wałbrzycha do Świdnicy. W czasach Wojewódzkiego Przedsiębiorstwa Komunikacyjnego w Wałbrzychu autobusy komunikacji miejskiej wjechały m.in. do Jaworzyny Śląskiej. 
1 stycznia 1991 roku Wojewódzkie Przedsiębiorstwo Komunikacyjne w Wałbrzychu przestało istnieć. Nastąpił jego podział na trzy samodzielne przedsiębiorstwa:
- Miejskie Przedsiębiorstwo Komunikacyjne Wałbrzych,
- Miejskie Przedsiębiorstwo Komunikacyjne Świdnica,
- oraz Miejski Zakład Komunikacji Dzierżoniów (późniejsza "Sudecka Komunikacja Autobusowa" Dzierżoniów sp z. o.o.).